# Alvin Greene
Alvin Michael Greene es el candidato demócrata a Senador de los Estados Unidos por el estado de Carolina del Sur. Greene, que no estableció una página web, ni dio discursos, ni atendió eventos de su partido, ganó sorprendentemente las primarias con 58% del voto, convirtiéndose en el primer candidato afroamericano en ser nominado por uno de los dos grandes partidos en una elección al senado. En 2010 se enfrentó al Senador Jim DeMint en las generales.
Alvin Greene es acusado por ilustres demócratas de Carolina del Sur, incluido Jim Clyburn, de ser un candidato infiltrado con ninguna intención de competir para ganar.
- Datos: Q3500282
- Multimedia: Alvin Greene / Q3500282